# Saint-Germain-le-Vieux
Saint-Germain-le-Vieux é uma comuna francesa na região administrativa da Normandia, no departamento Orne. Estende-se por uma área de 3,11 km². Em 2010 a comuna tinha 60 habitantes (densidade: 19,3 hab./km²).